# 2B busz (Győr)
A győri 2B jelzésű autóbusz a Zöld utca, Szőnyi Márton utca és a Révai Miklós utca megállóhelyek között közlekedik, egy irányban, a Széchenyi István Egyetem érintésével. A járatot a Volánbusz üzemelteti.

## Közlekedése
Csak munkanapokon, a reggeli csúcsidőben közlekedik.

## Útvonala
| Zöld utca, Szőnyi Márton utca → Zrínyi utca → Sziget → Egyetem → Révai Miklós utca |
| --- |
| Zöld utca, Szőnyi Márton utca – Zöld utca – Szőnyi Márton utca – Erfurti út – Jereváni út – Tihanyi Árpád út – Magyar utca – Mónus Illés utca – Zrínyi utca – Eszperantó út – Bartók Béla út – Hunyadi utca – Baross Gábor híd – Szent István út – Aradi vértanúk útja – Virágpiac – Zechmeister utca – Rába Kettős híd – Híd utca – Töltésszer – Jedlik Ányos híd – Hédervári út – Szövetség utca – Bácsai út – Gömör utca – Szabadrév utca – Bácsai út – Nagymegyeri út – Széchenyi híd – Nagymegyeri út – Szent István út – Gárdonyi Géza utca – Révai Miklós utca – Révai Miklós utca végállomás |

## Megállóhelyei
Az átszállási lehetőségek között a Zöld utca, Szőnyi Márton utca és a Révai Miklós utca megállóhelyek között közlekedő 2-es busz nincs feltüntetve!
| 0  | Zöld utca, Szőnyi Márton utca     | | Kodály Zoltán Általános Iskola, Tárogató Óvoda |
| 1  | Szőnyi Márton utca                | | |
| 2  | Erfurti út 40.                    | | |
| 3  | Erfurti út, Jereváni út           | | Szabadhegyi Magyar-Német Két Tanítási Nyelvű Általános Iskola és Gimnázium, Lepke utcai Óvoda, Posta |
| 5  | Tihanyi Árpád út, adyvárosi tó    | 6, 7, 17, 17B, 20, 26, 38, 38A, 41 | Győr Plaza, Adyvárosi tó, PENNY MARKET |
| 7  | Tihanyi Árpád út, kórház          | 11, 11Y, 14, 14B, 25, 32, 34, 36, 37, 38, 38A | Petz Aladár Egyetemi Oktató Kórház, Vuk Óvoda, Fekete István Általános Iskola, Kassák úti Bölcsőde |
| 9  | Magyar utca, Szent Imre út        | 5, 5B, 5R, 6 | Erzsébet Ligeti Óvoda, Szent Imre templom, Erzsébet liget, Révai Miklós Gimnázium Kollégiuma, Kölcsey Ferenc Általános Iskola |
| 11 | Mónus Illés utca, virágbolt       | 20Y, 22, 22A, 22B, 22Y, 42 | Szent-Györgyi Albert Egészségügyi és Szociális Szakképző Iskola, Mónus Illés utcai Óvoda, Mónus Illés utcai Bölcsőde, Kovács Margit Általános Művelődési Központ |
| 13 | Zrínyi utca, kórház               | | Petz Aladár Egyetemi Oktató Kórház, ÁNTSZ, Rendőrkapitányság |
| 14 | Zrínyi utca, Bem tér              | 1, 1A | Győri SZC Baross Gábor Két Tanítasi Nyelvű Közgazdasági és Ügyviteli Szakgimnáziuma, Bem tér, Leier City Center |
| 15 | Eszperantó út, autóbusz-állomás   | 1, 1A, 27, 32, 34, 36 | Győr Helyközi autóbusz-állomás |
| 17 | Bartók Béla út, munkaügyi központ | 1, 1A, 5, 5B, 5R, 6, 7, 9, 9A, 19, 19A, 21, 21B, 37, 38, 38A | Helyközi autóbusz-állomás |
| 20 | Aradi vértanúk útja, szökőkút     | 1, 1A, 5, 5B, 5R, 6, 7, 8, 8B, 9, 9A, 10, 11, 12, 12A, 14, 14B, 15, 15A, 17, 17B, 19, 19A, 21, 21B, 22, 22A, 22B, 22Y, 29, 30, 30A, 30B, 30Y, 31, 31A, 37, 38, 38A, 42, CITY Távolsági járatok S10 G10 , IC, InterRégió, EC, EN, ER, gyorsvonat, expresszvonat, | Győr Városháza, 2-es posta, Honvéd liget, Révai Miklós Gimnázium, Földhivatal, Megyeháza, Győri Törvényszék, Büntetés-végrehajtási Intézet, Richter János Hangverseny- és Konferenciaterem, Vízügyi Igazgatóság, Zenés szökőkút, Bisinger József park, Kormányablak |
| 22 | Zechmeister utca, Bécsi kapu tér  | 1, 1A, 8, 8B, 9, 9A, 11, 14, 14B, 19, 19A, 29, CITY | Virágpiac tér, Karmelita Rendház, Karmelita templom, Bécsi kapu tér, Víziszinpad, Arrabona Áruház |
| 24 | Híd utca, Rába Quelle fürdő       | 8, 8B, 11, 14, 14B, 19, 29 | Rába Quelle Termálfürdő, Petz Aladár Oktató Kórház Reumatológiai Osztály, Bercsényi liget |
| 26 | Széchenyi István Egyetem          | 6, 9, 11, 29, CITY | Széchenyi István Egyetem, Hédervári úti Óvoda, Szentháromság templom, Posta |
| 27 | Báthory út                        | 11 | Révfalui temető, Készenléti Rendőrség |
| 31 | Körtöltés utca (AUDI-iskola)      | 11, 11Y | Audi Hungaria Általános Művelődési Központ, Révfalui izraelita temető |
| 37 | Budai út, Árkád üzletház          | 6, 7, 8, 8B, 10, 12, 12A, 14, 14B, 17, 17B, 30, 30A, 30B, 31, 31A, CITY | Árkád |
| 39 | Gárdonyi Géza utca                | 5, 5B, 5R, 6, 7, 8, 8B, 11, 11Y, 12, 12A, 14, 14B, 15, 15A, 21, 21B, 22, 22A, 22B, 22Y, 29, 30, 30A, 30B, 30Y, 31, 31A, 37, 38, 38A, 42, CITY | Győr-Moson-Sopron Vármegyei Kereskedelmi és Iparkamara, GYSZSZC Deák Ferenc Közgazdasági Szakgimnáziuma, Révai Parkolóház, Posta, Bisinger József park, Városháza, Kormányablak                                                                                     |
| 40 | Révai Miklós utca                 | 5, 5B, 5R, 6, 7, 8, 8B, 12, 12A, 15, 15A, 21, 21B, 22, 22A, 22B, 22Y, 29, 30, 30A, 30B, 30Y, 31, 31A, 37, 38, 38A S10 G10 , IC, InterRégió, EC, EN, ER, gyorsvonat, expresszvonat,                                                                              | Győr Helyi autóbusz-állomás, Bisinger József park, Posta, Városháza, Kormányablak |